# Magistrat Reuter (Groß-Berlin)
Der Magistrat Reuter bildete vom 17. April bis 18. August 1947 die Stadtverwaltung von Groß-Berlin unter Ernst Reuter. Der Magistrat wurde jedoch trotz der Wahl Reuters durch die Stadtversammlung am 24. Juni 1947 von der Alliierten Kommandantur nicht anerkannt.
| Amt                                          | Name                                                                                | Partei |
| -------------------------------------------- | ----------------------------------------------------------------------------------- | ------ |
| Oberbürgermeister                            | Ernst Reuter, gewählt 24. Juni 1947, keine Bestätigung durch Alliierte Kommandantur | SPD    |
| 1. Bürgermeister                             | Ferdinand Friedensburg                                                              | CDU    |
| 2. Bürgermeister                             | Heinrich Acker                                                                      | SED    |
| 3. Bürgermeisterin                           | Louise Schroeder                                                                    | SPD    |
| Stadtrat für Arbeit                          | Waldemar Schmidt                                                                    | SED    |
| Stadtrat für Bau- und Wohnungswesen          | Karl Bonatz                                                                         | SPD    |
| Stadtrat für Ernährung                       | Paul Füllsack                                                                       | SPD    |
| Stadtrat für Finanzen                        | Otto Ernst, keine Bestätigung durch Alliierte Kommandantur                          | CDU    |
| Stadtrat für Gesundheitswesen                | Bruno Harms                                                                         | LDP    |
| Stadträtin für Jugendfragen                  | Erna Maraun, keine Bestätigung durch Alliierte Kommandantur                         | SPD    |
| Stadtrat für Personal und Verwaltung         | Otto Theuner                                                                        | SPD    |
| Stadtrat für Post- und Fernmeldewesen        | Hugo Holthöfer                                                                      | LDP    |
| Stadtrat für Recht                           | Valentin Kielinger                                                                  | CDU    |
| Stadträtin für Sozialwesen                   | Margarete Ehlert                                                                    | CDU    |
| Stadtrat für Städtische Betriebe             | Erich Lübbe                                                                         | SED    |
| Stadtrat für Bau- und Wohnungswesen          | Ernst Reuter                                                                        | SPD    |
| Stadtrat für Verkehr und Versorgungsbetriebe | Ernst Reuter                                                                        | SPD    |
| Stadtrat für Volksbildung und Kunst          | Siegfried Nestriepke                                                                | SPD    |
| Stadtrat für Wirtschaft, Handel und Handwerk | Gustav Klingelhöfer                                                                 | SPD    |
| Stadtrat für Sicherung der Demokratie        | Johannes Stumm, keine Bestätigung durch Alliierte Kommandantur                      | SPD    |